# Tony Award des meilleurs décors pour une pièce
Le Tony Award de la meilleure conception de décors pour une pièce de théâtre est une récompense annuelle décernée lors des Tony Awards pour la conception et réalisation de décors pour des productions théâtrales jouées à Broadway. Le prix a été présenté pour la première fois en 1960 après que la catégorie de la meilleure conception de décors ait été divisée en deux, distinguant les productions théâtrales des comédies musicales.

## Gagnants et nommés

### Années 1960
| Année                              | Designer             | Production |
| ---------------------------------- | -------------------- | ---------- |
| 1960 14e cérémonie des Tony Awards |                      |            |
| Howard Bay                         | Toys in the Attic    |            |
| Will Steven Armstrong              | Caligula             |            |
| David Hays                         | The Tenth Man        |            |
| George Jenkins                     | The Miracle Worker   |            |
| Jo Mielziner                       | The Best Man         |            |
| 1961 15e cérémonie des Tony Awards |                      |            |
| Oliver Smith                       | Becket               |            |
| Roger K. Furse                     | Duel of Angels       |            |
| David Hays                         | All the Way Home     |            |
| Jo Mielziner                       | The Devil's Advocate |            |
| Rouben Ter-Arutunian               | Advise and Consent   |            |
| 1962 – 1969                        | NC                   | NC         |

### Années 2000
| Année                              | Designer                   | Production |
| ---------------------------------- | -------------------------- | ---------- |
| 2000 – 2004                        | NC                         | NC         |
| 2005 59e cérémonie des Tony Awards |                            |            |
| Scott Pask                         | The Pillowman              |            |
| John Lee Beatty                    | Doubt                      |            |
| David Gallo                        | Gem of the Ocean           |            |
| Santo Loquasto                     | Glengarry Glen Ross        |            |
| 2006 60e cérémonie des Tony Awards |                            |            |
| Bob Crowley                        | The History Boys           |            |
| John Lee Beatty                    | Rabbit Hole (en)           |            |
| Santo Loquasto                     | Three Days of Rain         |            |
| Michael Yeargan                    | Awake and Sing!            |            |
| 2007 61e cérémonie des Tony Awards |                            |            |
| Bob Crowley et Scott Pask          | The Coast of Utopia        |            |
| Jonathan Fensom                    | Journey's End              |            |
| David Gallo                        | Radio Golf                 |            |
| Ti Green et Melly Still            | Coram Boy                  |            |
| 2008 62e cérémonie des Tony Awards |                            |            |
| Todd Rosenthal                     | August: Osage County       |            |
| Peter McKintosh                    | The 39 Steps               |            |
| Scott Pask                         | Les Liaisons Dangereuses   |            |
| Anthony Ward                       | Macbeth                    |            |
| 2009 63e cérémonie des Tony Awards |                            |            |
| Derek McLane                       | 33 Variations              |            |
| Dale Ferguson                      | Exit the King              |            |
| Rob Howell                         | The Norman Conquests       |            |
| Michael Yeargan                    | Joe Turner's Come and Gone |            |

### Années 2010
| Année                              | Designer                                          | Production |
| ---------------------------------- | ------------------------------------------------- | ---------- |
| 2010 64e cérémonie des Tony Awards |                                                   |            |
| Christopher Oram                   | Red                                               |            |
| John Lee Beatty                    | The Royal Family                                  |            |
| Alexander Dodge                    | Present Laughter                                  |            |
| Santo Loquasto                     | Fences                                            |            |
| 2011 65e cérémonie des Tony Awards |                                                   |            |
| Rae Smith                          | War Horse                                         |            |
| Todd Rosenthal                     | The Motherfucker With the Hat                     |            |
| Ultz                               | Jerusalem                                         |            |
| Mark Wendland                      | The Merchant of Venice                            |            |
| 2012 66e cérémonie des Tony Awards |                                                   |            |
| Donyale Werle                      | Peter and the Starcatcher                         |            |
| John Lee Beatty                    | Other Desert Cities                               |            |
| Daniel Ostling                     | Clybourne Park                                    |            |
| Mark Thompson                      | One Man, Two Guvnors                              |            |
| 2013 67e cérémonie des Tony Awards |                                                   |            |
| John Lee Beatty                    | The Nance                                         |            |
| Santo Loquasto                     | The Assembled Parties                             |            |
| David Rockwell                     | Lucky Guy                                         |            |
| Michael Yeargan                    | Golden Boy                                        |            |
| 2014 68e cérémonie des Tony Awards |                                                   |            |
| Beowulf Boritt                     | Act One                                           |            |
| Bob Crowley                        | The Glass Menagerie                               |            |
| Es Devlin                          | Machinal                                          |            |
| Christopher Oram                   | The Cripple of Inishmaan                          |            |
| 2015 69e cérémonie des Tony Awards |                                                   |            |
| Bunny Christie et Finn Ross        | The Curious Incident of the Dog in the Night-Time |            |
| Bob Crowley                        | Skylight                                          |            |
| Christopher Oram                   | Wolf Hall Parts One & Two                         |            |
| David Rockwell                     | You Can't Take It with You                        |            |
| 2016 70e cérémonie des Tony Awards |                                                   |            |
| David Zinn                         | The Humans                                        |            |
| Beowulf Boritt                     | Thérèse Raquin                                    |            |
| Christopher Oram                   | Hughie                                            |            |
| Jan Versweyveld                    | A View from the Bridge                            |            |
| 2017 71e cérémonie des Tony Awards |                                                   |            |
| Nigel Hook                         | The Play That Goes Wrong                          |            |
| David Gallo                        | Jitney                                            |            |
| Douglas W. Schmidt                 | The Front Page                                    |            |
| Michael Yeargan                    | Oslo                                              |            |
| 2018 72e cérémonie des Tony Awards |                                                   |            |
| Christine Jones                    | Harry Potter and the Cursed Child                 |            |
| Miriam Buether                     | Three Tall Women                                  |            |
| Jonathan Fensom                    | Farinelli and the King                            |            |
| Santo Loquasto                     | The Iceman Cometh                                 |            |
| Ian MacNeil et Edward Pierce       | Angels in America                                 |            |
| 2019 73e cérémonie des Tony Awards |                                                   |            |
| Rob Howell                         | The Ferryman                                      |            |
| Miriam Buether                     | To Kill a Mockingbird                             |            |
| Bunny Christie                     | Ink                                               |            |
| Santo Loquasto                     | Gary: A Sequel to Titus Andronicus                |            |
| Jan Versweyveld                    | Network                                           |            |

### Années 2020
| Année                                | Designer                                                                       | Production |
| ------------------------------------ | ------------------------------------------------------------------------------ | ---------- |
| 2020 74e cérémonie des Tony Awards   |                                                                                |            |
| Rob Howell                           | A Christmas Carol                                                              |            |
| Bob Crowley                          | The Inheritance                                                                |            |
| Soutra Gilmour                       | Betrayal                                                                       |            |
| Derek McLane                         | A Soldier's Play                                                               |            |
| Clint Ramos                          | Slave Play                                                                     |            |
| 2022 75e cérémonie des Tony Awards   |                                                                                |            |
| Es Devlin                            | The Lehman Trilogy                                                             |            |
| Beowulf Boritt                       | POTUS: Or, Behind Every Great Dumbass Are Seven Women Trying to Keep Him Alive |            |
| Michael Carnahan et Nicholas Hussong | Skeleton Crew                                                                  |            |
| Anna Fleischle                       | Hangmen                                                                        |            |
| Scott Pask                           | American Buffalo                                                               |            |
| Adam Rigg                            | The Skin of Our Teeth                                                          |            |
| 2023 76e cérémonie des Tony Awards   |                                                                                |            |
| Andrzej Goulding et Tim Hatley       | Life of Pi                                                                     |            |
| Miriam Buether                       | Prima Facie                                                                    |            |
| Rachel Hauck                         | Good Night, Oscar                                                              |            |
| Richard Hudson                       | Leopoldstadt                                                                   |            |
| Dane Laffrey et Lucy Mackinnon       | A Christmas Carol                                                              |            |
| 2024 77e cérémonie des Tony Awards   |                                                                                |            |
| David Zinn                           | Stereophonic                                                                   |            |
| dots                                 | Appropriate                                                                    |            |
| dots                                 | An Enemy of the People                                                         |            |
| Derek McLane                         | Purlie Victorious                                                              |            |
| David Zinn                           | Jaja's African Hair Braiding                                                   |            |
| 2025 78e cérémonie des Tony Awards   |                                                                                |            |
| Miriam Buether et 59 Productions     | Stranger Things: The First Shadow                                              |            |
| David Bergman et Marg Horwell        | The Picture of Dorian Gray                                                     |            |
| Marsha Ginsberg                      | English                                                                        |            |
| Rob Howell                           | The Hills of California                                                        |            |
| Scott Pask                           | Good Night, and Good Luck                                                      |            |